# Pterocheilus modestus
Pterocheilus modestus är en stekelart som beskrevs av Kostylev 1935. Pterocheilus modestus ingår i släktet palpgetingar, och familjen Eumenidae. Inga underarter finns listade i Catalogue of Life.